# Charles Fanshawe (4e vicomte Fanshawe)
Charles Fanshawe, 4e vicomte Fanshawe (1643-1710) est un pair irlandais et membre de la Chambre des communes. Il est le troisième fils survivant de Thomas Fanshawe (1er vicomte Fanshawe) et de sa deuxième épouse, Elizabeth Cockayne.

## Biographie
En 1667, Fanshawe est impliqué dans les pourparlers de paix mettant fin à la deuxième guerre anglo-néerlandaise, qui ont lieu à Bréda. Il reçoit plus tard une commission, servant de capitaine dans le régiment de Lord Alington en 1678. De 1681 à 1685, il est envoyé diplomatique au Portugal.
Le 10 octobre 1687, il devient le 4e vicomte Fanshawe de Dromore, succédant à son neveu, Evelyn Fanshawe, le 3e vicomte Fanshawe.
En tant que pair irlandais, il est autorisé à siéger à la Chambre des communes d'Angleterre. En 1689, en tant que conservateur, il représente Mitchell au Parlement de la Convention appelé après la Glorieuse Révolution de 1688. Il refuse de prêter serment de fidélité à Guillaume III d'Orange-Nassau et à la reine Mary II nouvellement couronnés et est donc exclu du Parlement.
En 1692, le Parlement le déclare Jacobite et il est brièvement emprisonné dans la Tour de Londres pour haute trahison.
Il meurt dans sa maison du Suffolk le 28 mars 1710 et est enterré à Ware. Il n'a pas d'enfants connus. À sa mort, son frère cadet, Simon Fanshawe, lui succède comme 5e vicomte Fanshawe de Dromore.